# Carlos Henrique
Carlos Henrique dos Santos Souza (São Gonçalo, 2 maggio 1983) è un ex calciatore brasiliano, di ruolo difensore.

## Palmarès

### Club

#### Competizioni nazionali
- Campionato francese: 1

Bordeaux: 2008-2009
- Coppa di Francia: 1

Bordeaux: 2012-2013
- Coppa di Lega francese: 2

Bordeaux: 2006-2007, 2008-2009
- Supercoppa francese: 2

Bordeaux: 2008, 2009

#### Competizioni statali
- Campionato Carioca: 1

Flamengo: 2004
- Taça Guanabara: 1

Flamengo: 2004

### Nazionale
- Campionato mondiale Under-17: 1

Nuova Zelanda 1999